# معدن سرب و روی مهدی‌آباد
معدن سرب و روی مهدی‌آباد با دارا بودن ذخائر قابل توجه، یکی از بزرگترین معادن جهان است که مطابق قانون معادن به عنوان معدن بزرگ شناخته شده و پروانه بهره برداری آن به نام سازمان توسعه و نوسازی معادن و صنایع معدنی ایران (ایمیدرو) می باشد. بر این اساس و مطابق برنامه ریزی های صورت گرفته احداث کارخانجات فرآوری کنسانتره روی همراه با محصولات جانبی(کنسانتره سرب و نقره) و همچنین تجهیز و باطله برداری معدن در دستور کار قراردارد.
هم اکنون نیز به موازات اقدامات فوق، استخراج مواد معدنی و فروش محصولات(اکسید روی، کالامین و باریت) توسط مجتمع در حال انجام است.
موقعیت جغرافیایی مجتمع معدنی مهدی آباد
کانسار سرب و روی مهدی آباد در فاصله ۱۱۵ کیلومتری جنوب شرقی شهر یزد واقع شده است.
تاریخچه معدن مهدی آباد
اولین فعالیت اکتشافی در معدن مهدی آباد در سال ۱۳۲۹ صورت گرفته است که منجر به بهره برداری از معدن کالامین به صورت زیرزمینی شد و تا سال ۱۳۳۷ حدود۱۵ هزار تن سنگ کالامین با عیار ۳۵ % استخراج و بعد از تکلیس و رسیدن به عیار ۴۵% به خارج از کشور صادرگردید.
پس از آن مجموعاً قریب به ۵۷۰۰۰ متر حفاری اکتشافی در ۲۱۵ گمانه در معدن مهدی آباد صورت گرفته است.
در سال ۱۳۷۲ جهت دسترسی به کانسار بخش مرکزی که کانساری سولفیدی است و در عمق ۱۵۰ متری واقع شده است، چاهی به عمق ۳۲۴ متر با مقطع دایره به قطر اولیه ۵/۴ مترحفر گردید. اما با توجه به هزینه های زیاد استخراج زیرزمینی و و نیز تکمیل شدن اکتشافات دشت مرکزی و توجیه استخراج روباز کانسار مهدی آباد، فعالیت در این بخش در سال ۱۳۸۲تعطیل شد و در حال حاضر آب مصرفی معدن از این بخش تامین می گردد.
در سال ۱۳۸۴ ،وزارت صنایع و معادن وقت پروانه بهره برداری معدن سرب و روی و باریت مهدی آباد را صادر نمود که هم اکنون پروانه بهره برداری این معدن به نام سازمان توسعه و نوسازی معادن و صنایع معدنی ایران (ایمیدرو) می باشد و بر اساس ابلاغیه وزارت متبوع معدن مهدی آباد به عنوان معدن بزرگ شناخته شده است. براین اساس و در سال ۱۳۸۵ عملیات باطله برداری ، استخراج و فروش مواد معدنی آغاز گردید و تاکنون نیز ادامه دارد.که با توجه به برنامه ریزی های صورت گرفته جهت احداث کارخانجات شمش روی ، کنسانتره روی و همچنین فرآوری باریت در آینده شاهد فرآوری و ایجاد ارزش افزوده قابل توجهی در مجتمع معدنی مهدی آباد خواهیم بود.
زمین شناسی کانسار مهدی آباد
سه سازند زمین شناسی در کانسار مهدی آباد قابل جدایش است که این سازند ها به ترتیب از نظر سن زمین شناسی از قدیم به جدید شامل سازندهای سنگستان، تفت و آبکوه می باشد. کانه زایی در کانسار مهدی آباد در سنگ های کربناتی- دولومیتی سازند تفت به سن کرتاسه زیرین به وجود آمده است. در منطقه ۹ گسل مهم و قابل تشخیص وجود دارد که تاثیرگذارترین و مهم ترین آن ها گسل تپه سیاه در غرب کانسار می باشد.
کانی های سولفیدی در کانسار مهدی آباد شامل اسفالریت، گالن و باریت به همراه مقدار کمی پیریت، کالکوپیریت و کالکوسیت است.
کانی های اکسیدی در این کانسار شامل اسمیت زونیت، هیدروزنسیت، همی مورفیت و سروزیت بوده و کانی های باطله شامل آنکریت، کلسیت، دولومیت، لیمونیت، هماتیت و کانی های رسی می باشد.
ذخایر معدن مهدی آباد
الف) معدن سرب و روی:
در سال ۱۳۹۵ شرکت مهندسین مشاور کوشا معدن اقدام به بازنگری در برآورد ذخیره اقتصادی کانسار مهدی آباد و طراحی پیت بهینه آن پرداخت. این شرکت ذخیره زمین شناسی معدن را ۷۱۶ میلیون تن و میزان ذخیره قابل استخراج برابر با ۱۵۴ میلیون تن می باشد.
. پیت اصلی معدن ابعادی به طول ۱۹۰۳ متر، عرض ۱۴۳۳ متر و عمق ۳۴۰ متر خواهد داشت.
ب) معدن باریت:
در سال ۱۳۹۲ تصمیم به بازنگری مجدد میزان ذخیره کانسارباریت و همچنین اصلاح طرح بهره برداری باریت گرفته شد که بر این اساس شرکت مشاورین معدن زمین با طراحی و برآورد ذخیره اقتصادی معدن باریت مهدی آباد، ذخیره کانسار باریتBaSO4 را ۱۲۴ میلیون تن اعلام کردند.
ج)معدن کالامین:
از اوایل سال ۱۳۸۹ به طور جدی فعالیتهای استخراجی در شمال غربی کانسار مهدی آباد با هدف استخراج ۱,۸۴۹,۲۰۰ تن ماده معدنی با عیار متوسط روی ۱۸ تا۲۰ درصد آغاز گردید اما با تکمیل اکتشافات و بررسی دقیقتر میزان ذخیره واقعی در سال ۱۳۹۱ توسط شرکت معدن زمین میزان ذخیره کالامین حدود ۳۲۲ هزار تن با عیار ۹.۵ در صد روی برآورد شد که عملاً ادامه کار از نظر اقتصادی در این بخش غیر ممکن شناخته شد. نهایتاً در شهریور ۱۳۹۲ این معدن تعطیل شد و فعالیتها در بخش مرکزی کانسار ادامه یافتند. به هر حال طی فعالیتهای انجام شده در معدن کالامین با باطله برداری ۲۲۸۱۶۲۵ متر مکعبی حدود ۲۱۰ هزار تن ماده معدنی با متوسط عیار ۱۰% روی استخراج شد..